# Calotes nemoricola
Calotes nemoricola là một loài thằn lằn trong họ Agamidae. Loài này được Jerdon mô tả khoa học đầu tiên năm 1853.